# Bethania de la Cruz
Bethania De la Cruz De Peña (ur. 13 maja 1987 w Santo Domingo) – dominikańska siatkarka, reprezentantka kraju, grająca na pozycji atakującej lub przyjmującej. 
Po Igrzyskach Olimpijskich 2024 w Paryżu postanowiła zakończyć występy w reprezentacji Dominikany.

## Życie prywatne
Wyszła za mąż, za Fermina Mejia Galę. W 2009 roku urodziła syna Fera.

## Sukcesy klubowe
| Klub               | Osiągnięcie                | Trofeum        | Sezon/Rok                      |
| Mirador            | Liga dominikańska          | złoto          | 2004/2005, 2005/2006           |
| Toray Arrows       | Puchar Japonii             | złoto          | 2007                           |
| Toray Arrows       | Liga japońska              | złoto          | 2007/2008                      |
| GS Caltex Seoul    | Liga południowokoreańska   | złoto · srebro | 2013/2014 2008/2009, 2012/2013 |
| Criollas de Caguas | Liga portorykańska         | złoto          | 2010/2011                      |
| Denso Airybees     | Liga japońska              | brąz           | 2011/2012                      |
| Eczacıbaşı Stambuł | Liga Mistrzyń              | złoto          | 2014/2015                      |
| Eczacıbaşı Stambuł | Liga turecka               | brąz           | 2014/2015                      |
| Eczacıbaşı Stambuł | Klubowe Mistrzostwa Świata | złoto          | 2015                           |
| Dinamo Moskwa      | Liga rosyjska              | złoto          | 2016/2017                      |
| Dinamo Kazań       | Puchar Rosji               | złoto          | 2019                           |
| Dinamo Kazań       | Liga rosyjska              | złoto          | 2019/2020                      |

## Sukcesy reprezentacyjne
| Osiągnięcie                                                  | Trofeum               | Rok                                                                              |
| Puchar Panamerykański                                        | złoto · srebro · brąz | 2008, 2010, 2014, 2016, 2022 2005, 2009, 2011, 2013, 2017, 2018, 2019 2006, 2007 |
| Mistrzostwa Ameryki Północnej, Środkowej i Karaibów          | złoto · srebro · brąz | 2009, 2019, 2021, 2023 2011 2005, 2007                                           |
| Mistrzostwa Ameryki Północnej, Środkowej i Karaibów Juniorek | srebro                | 2006                                                                             |
| Volley Masters Montreux                                      | brąz                  | 2013                                                                             |
| Igrzyska Panamerykańskie                                     | złoto · brąz          | 2019, 2023 2015                                                                  |

## Nagrody indywidualne
- 2006: MVP i najlepsza punktująca Mistrzostw Ameryki Północnej, Środkowej i Karaibów Juniorek
- 2007: Najlepsza punktująca Pucharu Panamerykańskiego
- 2007: Najlepsza punktująca Mistrzostw Ameryki Północnej, Środkowej i Karaibów
- 2009: MVP i najlepsza serwująca Pucharu Panamerykańskiego
- 2011: MVP Mistrzostw Ameryki Północnej, Środkowej i Karaibów
- 2011: Najlepsza serwująca i punktująca Pucharu Świata
- 2011: MVP Ligi Portorykańskiej
- 2012: MVP Turnieju Kwalifikacyjnego NORCECA do Letnich Igrzysk Olimpijskich
- 2014: Najlepsza przyjmująca Pucharu Panamerykańskiego
- 2015: Najlepsza przyjmująca Final Four Ligi Mistrzyń
- 2017: Najlepsza przyjmująca Pucharu Panamerykańskiego
- 2019: MVP i najlepsza przyjmująca na Igrzyskach Panamerykańskich w Limie
- 2019: Najlepsza zagrywająca Mistrzostw Ameryki Północnej, Środkowej i Karaibów
- 2021: Najlepsza przyjmująca Mistrzostw Ameryki Północnej, Środkowej i Karaibów
- 2022: Najlepsza atakująca i zagrywająca Pucharu Panamerykańskiego

## Wyróżnienia
- 2006, 2011: Najlepsza siatkarka na Dominikanie